# Chrysolampus anguliventris
Chrysolampus anguliventris är en stekelart som beskrevs av Christian Gottfried Daniel Nees von Esenbeck 1834. Chrysolampus anguliventris ingår i släktet Chrysolampus och familjen gropglanssteklar.
Artens utbredningsområde är Tyskland. Inga underarter finns listade i Catalogue of Life.